# Malva (película)
Malva (en ruso, Мальва) es una película soviética de 1957 dirigida por Vladimir Braun, basado en los cuentos de Maxim Gorky Malva y Dos vagabundas.

## Argumento
La historia de la rivalidad padre e hijo del amor por una mujer. El granjero Basilio dejó su pueblo natal, dejando a su esposa y a su hijo Jacob. Durante muchos años trabajó en la industria pesquera, que, olvidándose de la familia, se ensambló con la bella pescadora Malva y vivió una vida serena. Pero su hijo adulto llegó con su padre. Pronto las relaciones entre él y Malva llevan a conflictos con su padre.

## Reparto
- Dzidra Ritenberg — Malwa
- Pavel Usovenichenko — Vasily
- Anatoly Ignatiev — Yakov
- Gennadi Yukhtin — Seryozhka
- Arkady Tolbuzin — clerk
- Ivan Matveev — Stepok

## Premios y distinciones
Festival Internacional de Cine de Venecia
| Año  | Categoría                    | Galardonado      | Resultado |
| ---- | ---------------------------- | ---------------- | --------- |
| 1957 | Copa Volpi a la mejor actriz | Dzidra Ritenberg | Ganadora  |